# Puertoricaanse whippoorwill
De Puertoricaanse whippoorwill (Antrostomus noctitherus; synoniem: Caprimulgus noctitherus) is een vogel uit de familie Caprimulgidae (nachtzwaluwen). De vogel werd in 1919 door de Amerikaanse vogelkundige Alexander Wetmore geldig beschreven. Het is een bedreigde, endemische vogelsoort op het Midden-Amerikaanse eiland Puerto Rico.

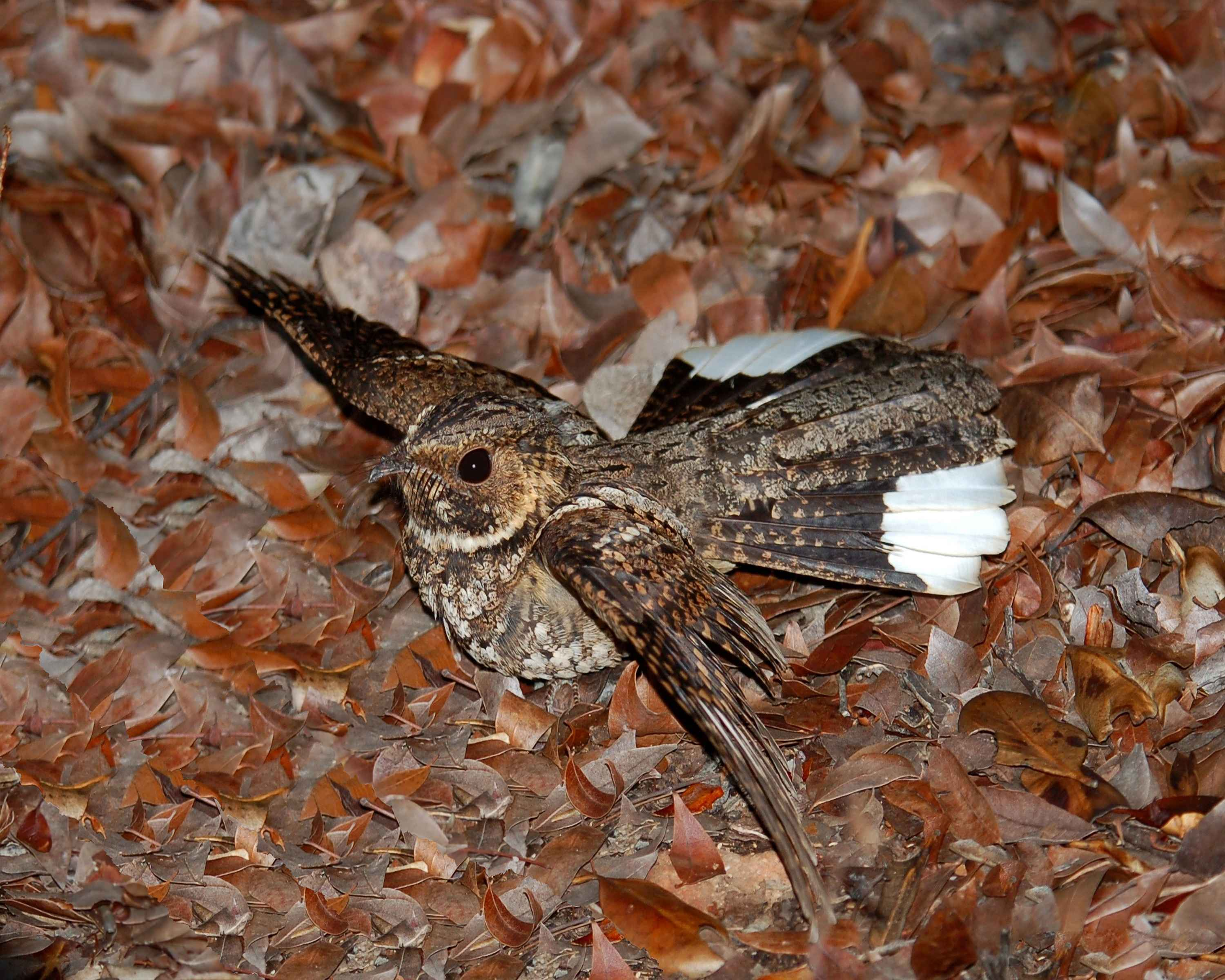
Mannetje dat op het punt staat op te vliegen

## Kenmerken
De vogel is 22 cm lang en een typische bruin en zwart gespikkelde nachtzwaluw. Kenmerkend zijn de donkere keel met daaronder een lichte band en de grote witte vlekken op de uitenden van de staart.

## Verspreiding en leefgebied
Deze soort is endemisch op het eiland Puerto Rico. De leefgebieden liggen in half open natuurlijk bos met een dichte laag dode bladeren op kalkbodems in heuvelland tussen de 75 en 620 meter boven zeeniveau.

## Status
De Puertoricaanse whippoorwill heeft een beperkt verspreidingsgebied en daardoor is de kans op uitsterven aanwezig. De grootte van de populatie werd in 2016 door BirdLife International geschat op 930 tot 1300 volwassen individuen en de populatie-aantallen nemen af door habitatverlies. Het leefgebied wordt aangetast door ontbossing, waarbij natuurlijk bos wordt omgezet in gebied voor industriële ontwikkeling, menselijke bewoning en de aanleg van recreatievoorzieningen. Om deze redenen staat deze soort als bedreigd op de Rode Lijst van de IUCN.